# Alberto Korda

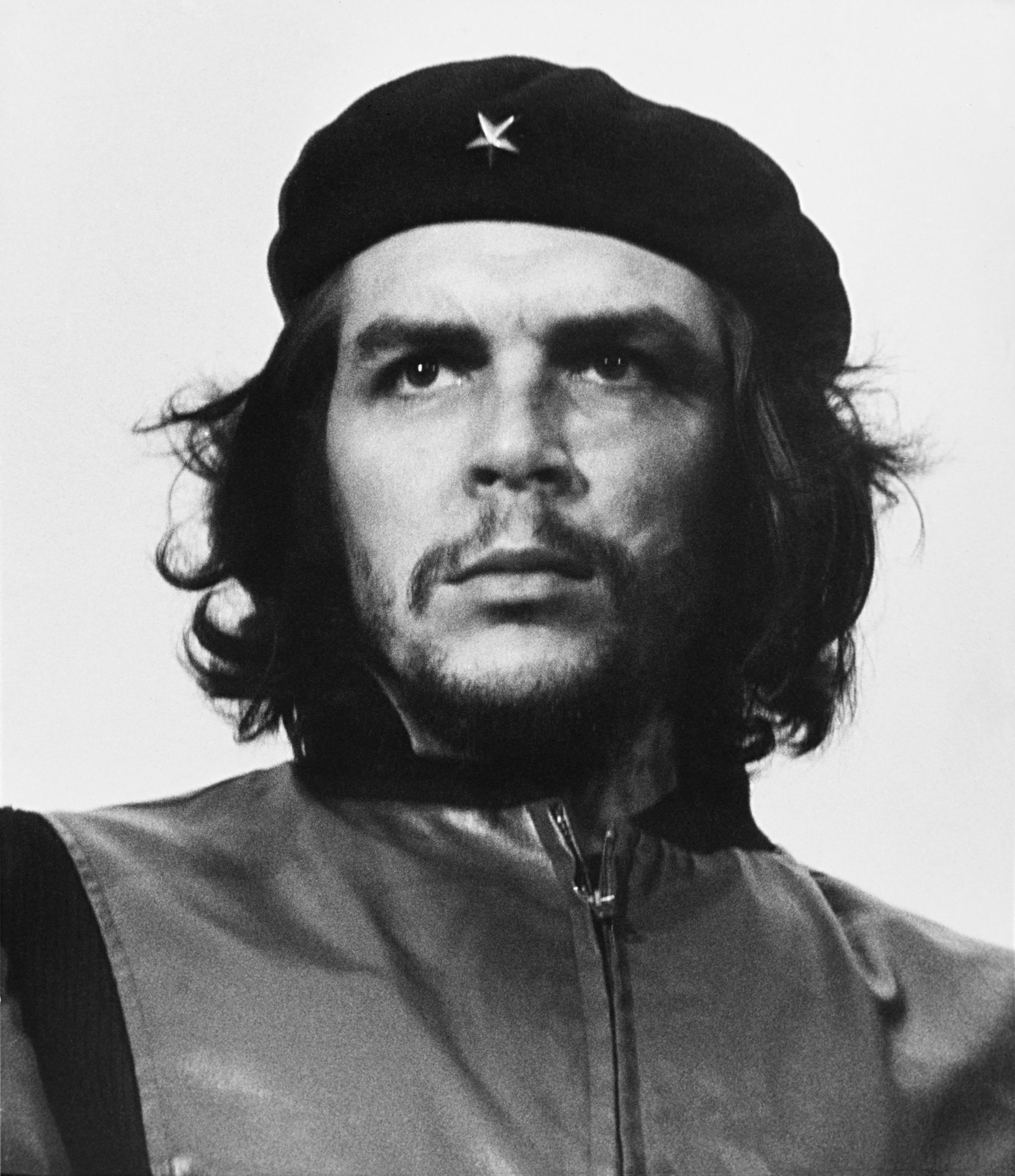
La famosa foto Guerrillero Heroico

Alberto Korda, pseudonimo di Alberto Díaz Gutiérrez (L'Avana, 14 settembre 1928 – Parigi, 25 maggio 2001), è stato un fotografo cubano, divenuto famoso per la sua foto Guerrillero Heroico, una delle immagini più riprodotte di Ernesto Che Guevara e una delle foto più diffuse in assoluto.

## Biografia
Prima della Rivoluzione castrista era fotografo di moda. Nel 1960 diventò fotografo del quotidiano Revolución e sempre in quell'anno scattò la nota foto di Guevara, dalla quale non trasse alcun guadagno. Morì per un attacco di cuore durante una sua mostra a Parigi nel 2001. Fu seppellito a L'Avana nello stesso anno.

## Guerrillero Heroico

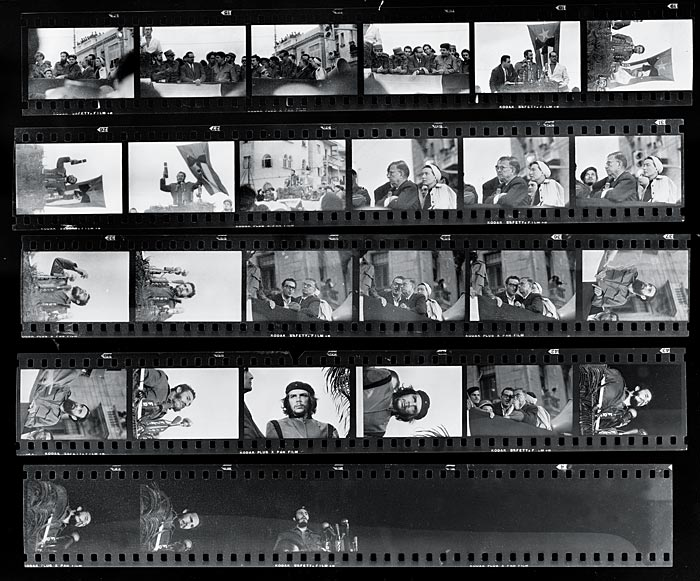
Rullino completo di Alberto Korda del 5 marzo 1960. Servizio al memoriale La Coubre di L'Avana. Nel rullino sono contenute le immagini di Fidel Castro, Jean-Paul Sartre, Simone de Beauvoir e la famosa immagine di Che Guevara intitolata Guerrillero Heroico.

Alberto Korda realizzò questa famosa immagine del Che grazie a due scatti (uno orizzontale e uno verticale) che fece all'Avana il 5 marzo 1960, durante il funerale per le circa cento vittime dell'esplosione della nave Coubre. Korda utilizzò una Leica con una pellicola Kodak Plus-X Pan, che ospitava già fotogrammi di Jean-Paul Sartre, Simone de Beauvoir e Fidel Castro. Nell'orizzontale negativo originale (dal quale è stato ritagliato il solo volto del "Che") di profilo a sinistra appare il giornalista argentino Jorge Ricardo Masetti Blanco (Comandante Segundo) di origini bolognesi, fondatore di Prensa Latina a Cuba e desaparecido in Argentina nel 1964.
La foto del Guerrillero Heroico diventò famosa in tutto il mondo quando l'editore milanese Giangiacomo Feltrinelli si fece regalare i due scatti da Korda e pubblicò la famosa foto del Che, sia come poster nel 1967, sia come copertina per il libro Diario in Bolivia nel 1968. Nel settembre del 2016 la macchina fotografica Leica che si pensa sia stata usata per la famosa foto è stata venduta sulla casa d'aste online Catawiki per 18100 €.